# Collins Jumaisi Khalusha
 (septembre 2024).
Collins Jumaisi Khalusha (né le 3 février 1991) est un tueur en série présumé kenyan, qui s'est échappé de la garde à vue en août 2024.
Il a été arrêté après la découverte de 10 corps à Nairobi. Il aurait avoué le meurtre de 42 femmes, dont sa femme, Imelda Judith Khalenya. Il s'est échappé de la garde à vue avec douze migrants érythréens sans papiers, après avoir été prétendument aidé par des initiés. Huit officiers, qui étaient en service à ce moment-là, ont depuis été suspendus. Kalusha a plaidé non coupable d'homicide involontaire, son avocat affirmant qu'il avait été torturé pour faire de faux aveux,.

## Jeunesse
Khalusha est né dans le comté de Vihiga le 3 février 1991, de Margaret Rose Jumaisi. Après la mort de son père en 1995, il a déménagé avec sa mère et ses trois frères et sœurs dans le comté de Migori[source secondaire souhaitée].

## Crimes présumés
Khalusha aurait assassiné 42 femmes, âgées de 18 à 30 ans, sur une période de deux ans, la première étant sa femme, Imelda Judith Khalenya.

## Arrestation et évasion de la garde à vue
Khalusha a été arrêté en juillet 2024, après que dix corps et plusieurs parties de corps ont été découverts dans des sacs en plastique à Nairobi. Deux autres personnes, Amos Momanyi et Moses Ogembo, ont été arrêtées après avoir été retrouvées en possession de téléphones portables appartenant prétendument à certaines des personnes décédées. Le 20 août 2024, Khalusha s'est évadé du poste de police de Gigiri avec douze Érythréens, qui étaient détenus pour immigration illégale. Ils auraient coupé un grillage vers 3 heures du matin. Ils ont ensuite escaladé un mur d'enceinte pour s'échapper,.
La police kényane a annoncé une récompense en espèces pour toute information permettant de retrouver Colins Jumaisi Khalusha.